# Henry Cuny
Pour les articles homonymes, voir Cuny.
Henry Cuny, né le 14 mai 1946, est un diplomate et écrivain français. 

## Biographie
Diplômé de l'IEP de Paris, titulaire d'un DES de droit privé, ancien élève de l'ENA, ministre plénipotentiaire de première classe, a notamment été conseiller culturel et chef des services culturels, scientifiques et techniques à l'ambassade de France en URSS, de 1985 à 1988, sous-directeur des questions politiques au service des Nations unies du ministère des Affaires étrangères, de 1988 à 1992, ministre conseiller d'ambassade en Italie, de 1992 à 1995, conseiller diplomatique auprès du chef d'état-major des armées, de 1995 à 2002, ambassadeur en Arménie, de 2003 à 2006, ambassadeur en Slovaquie, de 2007 à 2010.
Il est le président d'honneur de l'Institut Tchobanian depuis février 2017.
Henry Cuny a reçu en 2004 le grand prix de la francophonie de l’Académie française (médaille de vermeil) pour l’ensemble de son œuvre ainsi que plusieurs prix littéraires. Le Président de la République d’Arménie lui a décerné en 2006 la médaille de Mkhitar Gosh.

## Œuvres littéraires
- L'hiver nous demandera ce qu'on a fait l'été, éditions du Rocher, paru en mars 2015.
- Arménie, l'âme d'un peuple, Éditions Sigest, paru en mars 2016.
- Les heures de sable, éditions Pierre-Guillaume de Roux, paru en avril 2017.
- Les Ciels de Raphaël, Éditions Sigest, paru en janvier 2018.

## Décoration
- Officier de la Légion d'honneur promu le 31 décembre 2010. Il avait été fait chevalier le 10 septembre 2002[7].